# The Frank Zappa Guitar Book
The Frank Zappa Guitar Book je výběr některých kytarových sól Franka Zappy. Kniha byla distribuována společností The Hal Leonard Publishing Corporation v roce 1982.

## Seznam skladeb
- „five-five-FIVE“
- „Hog Heaven“
- „Shut Up 'n Play Yer Guitar“
- „While You Were Out“
- „Treacherous Cretins“
- „Heavy Duty Judy“
- „Soup 'n Old Clothes“
- „Variations on The Carlos Santana Secret Chord Progression“
- „Gee, I Like Your Pants“
- „The Deathless Horsie“
- „Shut Up 'n Play Yer Guitar Some More“
- „Pink Napkins“
- „Stucco Homes“
- „Theme from the 3rd movement of Sinister Footwear“
- „Watermelon in Easter Hay“
- „Packard Goose“
- „Outside Now“
- „He Used To Cut The Grass“
- „Sheik Yerbouti Tango“
- „Rat Tomago“
- „Mo' Mama“ (nevydaná skladba)
- „Black Napkins“